# 大熊座16
大熊座16，又名BD+62 1058，HD 79028、SAO 14819、HR 3648，是大熊座的一颗恒星，视星等为5.13，位于銀經153.62，銀緯40.47，其B1900.0坐标为赤經9h 6m 26.4s，赤緯+61° 40.47′ 7″。